# Tre vergini sagge e tre vergini stolte
Tre vergini sagge e tre vergini stolte è un grande affresco del Parmigianino, databile al 1531-1539 e conservato nella volta del presbiterio della basilica di Santa Maria della Steccata a Parma.

## Storia

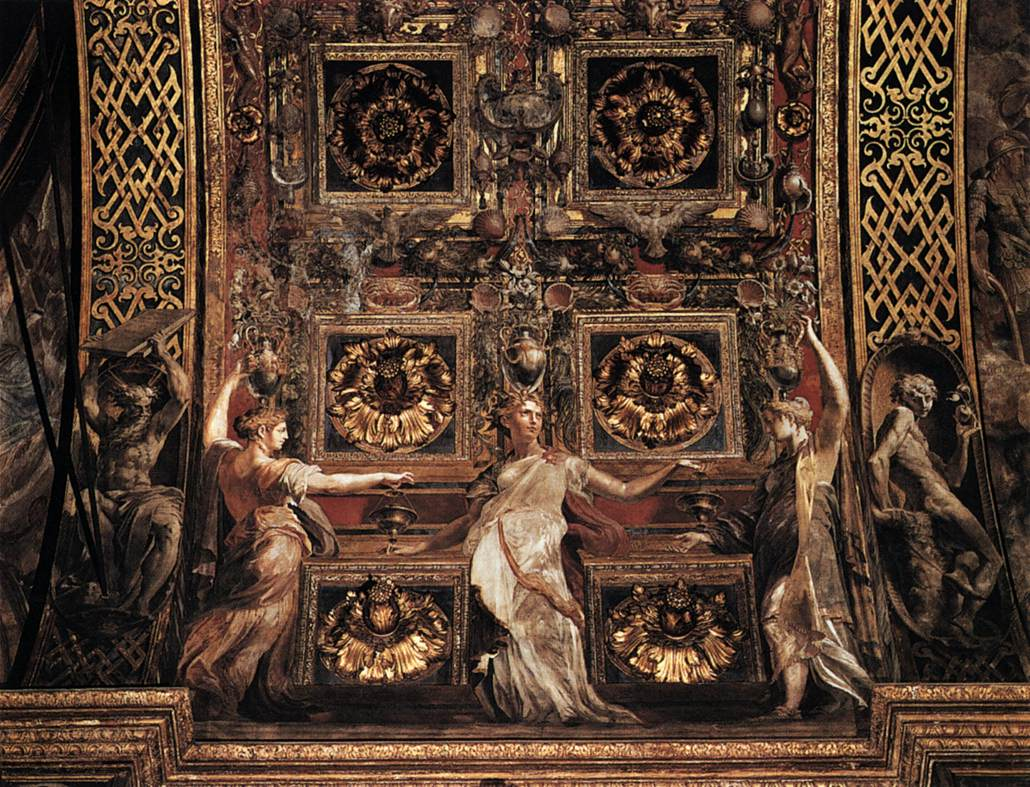
Vergini stolte, Mosè e Adamo

### Contatti e commissione
Dopo aver lavorato alcuni anni a Bologna, ricevendo alcune commissioni private, ma nessun incarico "importante", Parmigianino tornò nel 1530 nella sua città allettato da una proposta di notevole impegno e prestigio, ovvero la decorazione dell'abside maggiore della nuova basilica della Steccata, costruita in ringraziamento per la sconfitta dei Francesi nel 1521. I fondi per l'impresa erano stati messi a disposizione dal lascito testamentario di Bartolomeo Montini, il cui stemma compare due volte nella decorazione.
Fu così che nel 1530, o al più tardi nel 1531 l'artista tornò a Parma, stabilendovisi: non è un caso che Correggio si fosse appena allontanato dalla città, deluso dai commenti negativi al suo audacissimo capolavoro, gli affreschi nella cupola del Duomo di Parma.
Quella che sembrava una felice opportunità, in realtà si rivelò poi una vera e propria tragedia nel destino umano dell'artista, che lo impegnò dieci lunghi anni e che, stando alla testimonianza del Vasari, lo debilitò fino a condurlo a una prematura morte. Nel contratto si erano stabiliti diciotto mesi per il completamento dell'opera, a fronte di un compenso di quattrocento scudi d'oro, di cui cento versati come anticipo nell'ottobre 1531.
Contestualmente la confraternita si impegnava a fornire adeguati ponteggi, a far preparare i rosoni scolpiti, a procurarsi l'oro per dorarli e per i cornicioni. Particolarmente difficili erano le condizioni del lavoro "a cielo aperto", soggette al freddo e alle intemperie, poiché all'epoca la cupola del santuario non era ancora stata completata. Interessante è notare come l'artista partecipi alla stesura del contratto in prima persona (pienamente capace di addentrarsi nelle questioni legali) e come a lui ci si rivolga come dominus, certificandone lo status sociale dignitosamente agiato.

### I ritardi

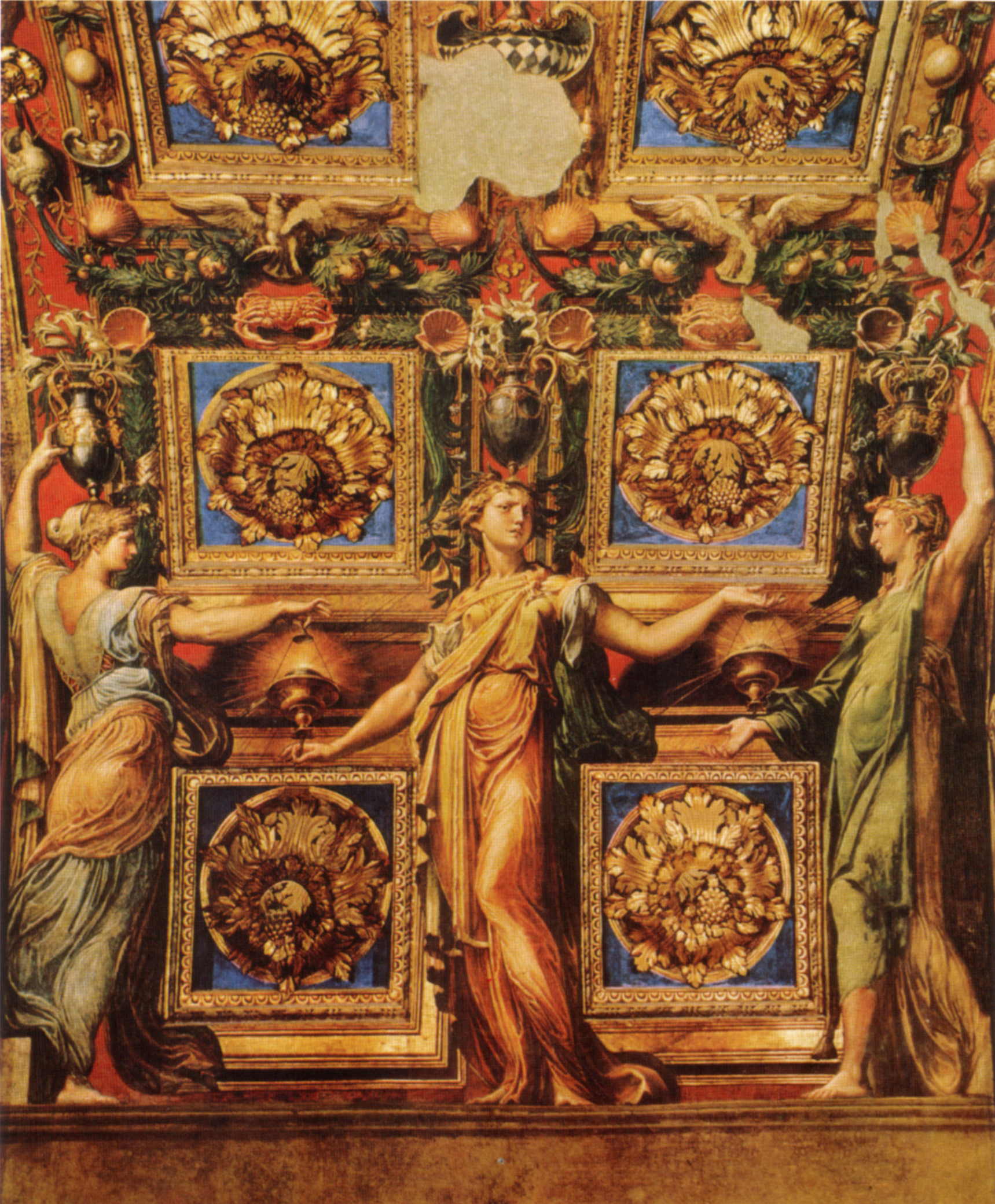
Vergini savie

Numerosissimi i disegni preparatori superstiti e di qualità altissima, che testimoniano il lungo e accurato studio dell'artista.
In generale i lavori alla Steccata andavano a rilento per la cronica mancanza di fondi. Solo nel 1534 venne completata la cupola e soltanto nel 1539 ne fu approntata la copertura in bronzo.
Illuminanti sono le notizie sui vari traslochi dell'artista in quegli anni. Rotti i ponti con la famiglia, si stabilì inizialmente non lontano dal Duomo. Nel novembre del 1532 risultava poi residente in Sant'Alessandro, praticamente davanti alla Steccata, per seguire lo sviluppo dei lavori che dovevano procedere alacremente. Nel '33 era in Sant'Antonino e l'anno successivo invece si allontanò bruscamente, stabilendosi nella vicinia di Santa Cecilia, nell'Oltretorrente, in quei quartieri artigianali con case più modeste, dagli affitti conseguentemente più bassi. La nuova dimora (una casa con corte e giardino che costa trenta ducati all'anno) sembra indicare la volontà precisa di allontanarsi dalla Steccata, segnando simbolicamente l'abbandono dell'impresa e una crisi nei rapporti con parenti, amici e protettori fino ad allora solidali.
Il 6 novembre 1532, alla scadenza pattuita, l'artista aveva infatti ottenuto una proroga di un altro anno e mezzo, ma i committenti vollero garanzie sugli anticipi, che erano già arrivati a 200 scudi (un secondo versamento risale a quell'occasione, segno che a quella data i lavori procedevano). Il pittore allora trovò come fideiussori l'architetto Damiano da Pleta e il cavalier Francesco Baiardi (il committente del Cupido che fabbrica l'arco), che si impegnarono così a pagare di propria tasca un'eventuale insolvenza. Il 27 ottobre 1533 inoltre un notaio parmense registrò una "vendita" a prezzo gonfiato di un'opera, la Madonna di San Zaccaria,  al bolognese Bonifacio Gozzadini, marito di quella Costanza Rangoni ritratta dall'artista. Pare però che tale prezzo (ben 50 ducati) non venne mai sborsato, ma coperto con la prestazione di assistenza e rappresentanza legale negli anni successivi.
Al 27 settembre 1535 il lavoro era ancora incompleto e i confratelli della Steccata ingiunsero una prima volta a Parmigianino di ritirarsi, ma le sue rimostranze portarono a una nuova proroga. L'9 ottobre 1535 il Gozzadini era infatti stato delegato a rappresentare l'artista in una controversia a Bologna, quasi certamente la questione legata agli affreschi. Questa volta la conciliazione delle parti richiese quasi tre mesi e solo nel novembre di quell'anno i confratelli concessero una nuova proroga, fino al settembre 1536. Il pittore si dovette rimettere all'opera, come testimonia un versamento di tredici scudi e successivamente altri due pagamenti, per arrivare fino a cinquanta scudi.
L'estrema lentezza dell'artista, secondo qualche fonte coeva, era dovuta alla pratica assidua dell'alchimia, passione che lo condusse quasi alla miseria, ipotesi che ricerche più recenti peraltro ridimensionano fortemente..

### Il sofferto completamento dell'arcone

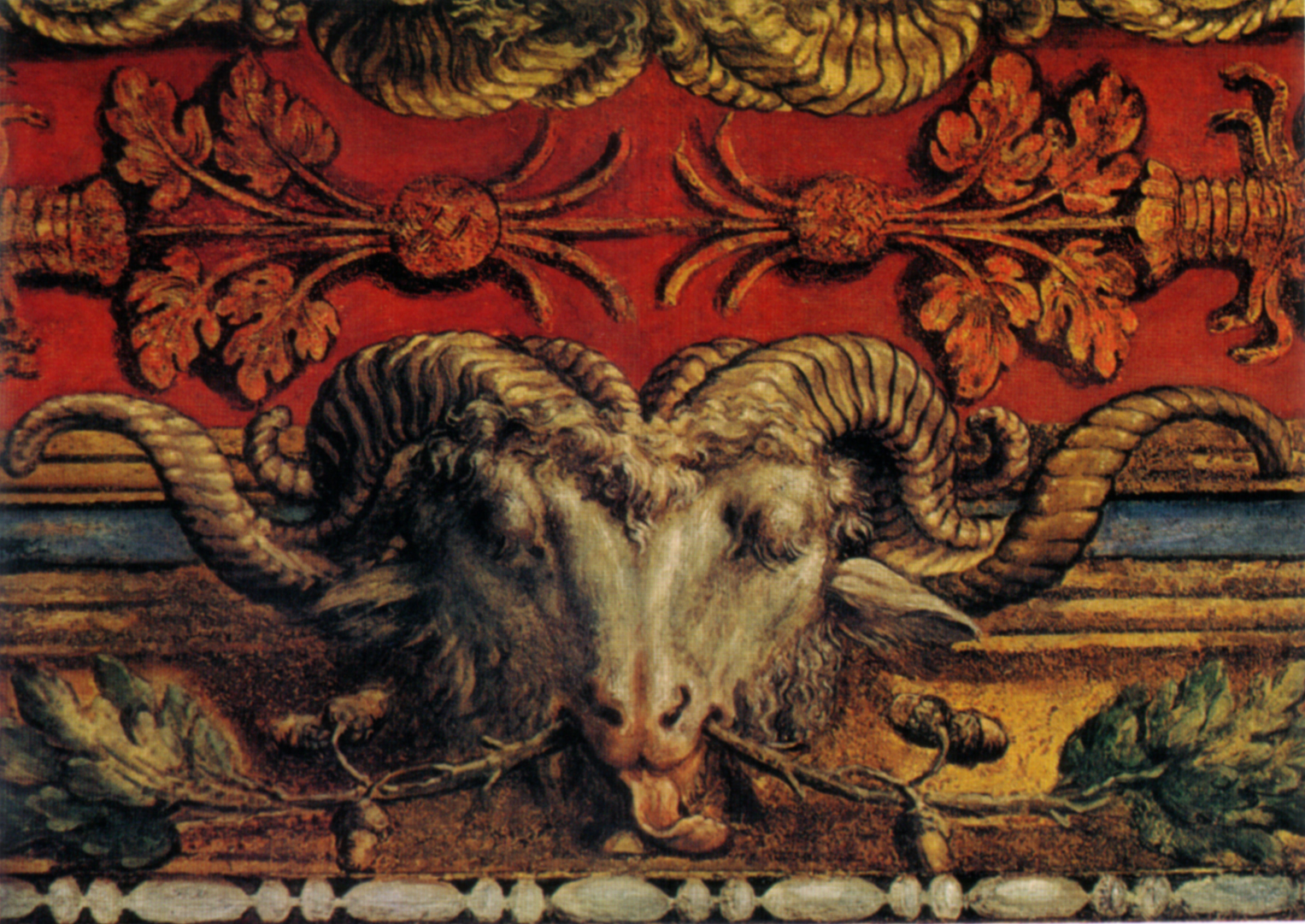
Testa d'ariete

Il 20 marzo 1536 si rinnovano però i soliti problemi: constatando lo stallo dei lavori, i fabbricieri, anticipando i termini contrattuali, presentarono un mandato di risarcimento degli anticipi al Podestà di Parma, e qualche giorno dopo anche al Pretore. Questa nuova querelle si risolse però col rilevamento di qualche inadempienza anche da parte dei confratelli, e, dopo una mediazione, il Parmigianino si rimise al lavoro.
Le fonti d'archivio registrano quindi uno stallo di circa due anni. L'11 gennaio 1538 il Gozzadini ricevette di nuovo una procura per rappresentare l'artista in difesa e nel febbraio i due fideiussori devono rinnovare la loro garanzia del credito dell'artista (ormai 250 scudi) verso la confraternita, se il lavoro non verrà completato. Nel frattempo, ad aprile di quello stesso anno, una nuova "stella" guadagna il primato artistico cittadino, quel Girolamo Bedoli cugino e compagno d'infanzia del Parmigianino, che riceve l'incarico di affrescare l'abside e il coro della cattedrale, dal punto in cui aveva interrotto il Correggio, allontanatosi da Parma nel 1530 e morto già dal 1534. Tale incarico dovette rappresentare una delusione per Parmigianino, che si vedeva così scavalcare dal meno dotato collega, il quale aveva a sua disposizione anche la bottega dei suoi fratelli e parenti, i Mazzola, in seguito al matrimonio con Caterina Elena, cugina del Parmigianino, figlia di suo zio Pier Ilario. Girolamo infatti, che aveva aggiunto al suo nome quello di "Mazzola", dal 1532 abita stabilmente nella casa di Borgo delle Asse, quella su cui Parmigianino, pur non risiedendovi, vantava ancora diritti patrimoniali ereditati dal padre.
Furono anni difficili per l'artista, che Vasari definì profondamente trasformato: «[da] delicato e gentile, fatto con la barba e le chiome lunghe e malconce, quasi un uomo salvatico, un altro da quello che era stato».
Il 3 giugno 1538 i fabbricieri della Steccata intimarono la restituzione di 225 scudi per inadempienza. Ottenuta una nuova proroga fino al 26 agosto 1539, sorge una nuova controversia sulla doratura dei rosoni. Un rogito del 2 agosto 1538 tratta a fondo tale questione, specialmente a proposito dell'esborso richiesto, con i fabbricieri che si impegnano a fornire il prezioso materiale a patto che l'artista consegni i rosoni perfettamente deauratos, come previsto nel contratto iniziale. Una ricevuta relativa alla consegna dell'oro e una nota successiva dell'artista a sua difesa, datata 22 gennaio 1540, registrano tuttavia una forte discrepanza quantitativa tra i fogli effettivamente consegnati e i molti di più che l'artista dichiarò di aver dovuto usare. Pare infatti che ebbe a indebitarsi per acquistare altro materiale per completare il lavoro e rispettare i tempi di consegna stabiliti. Un pagamento del settembre 1539 dimostra che l'artista aveva finalmente terminato l'arcone: centonove giornate di lavoro effettivo (circa cinque mesi dunque) spalmati nel corso di quasi dieci anni rendono bene l'idea di quanto esasperante, per entrambe le parti, si rivelò l'impresa.

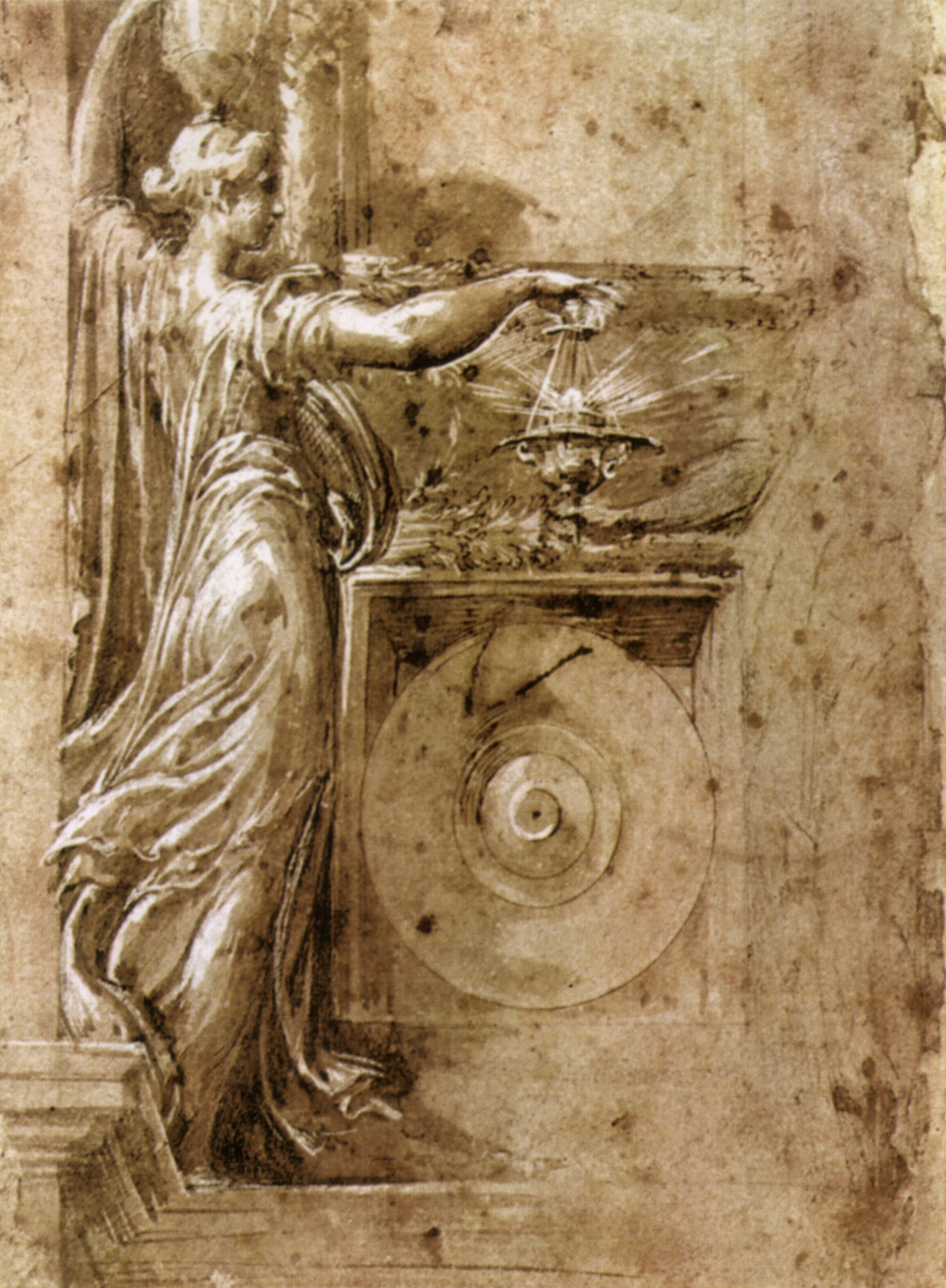
Studio
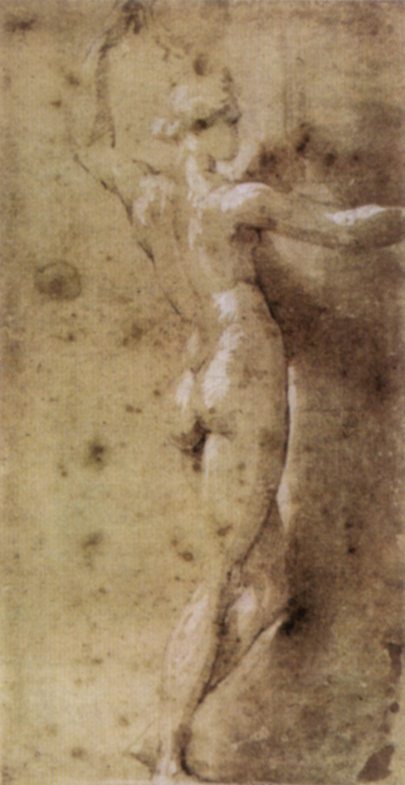
Studio
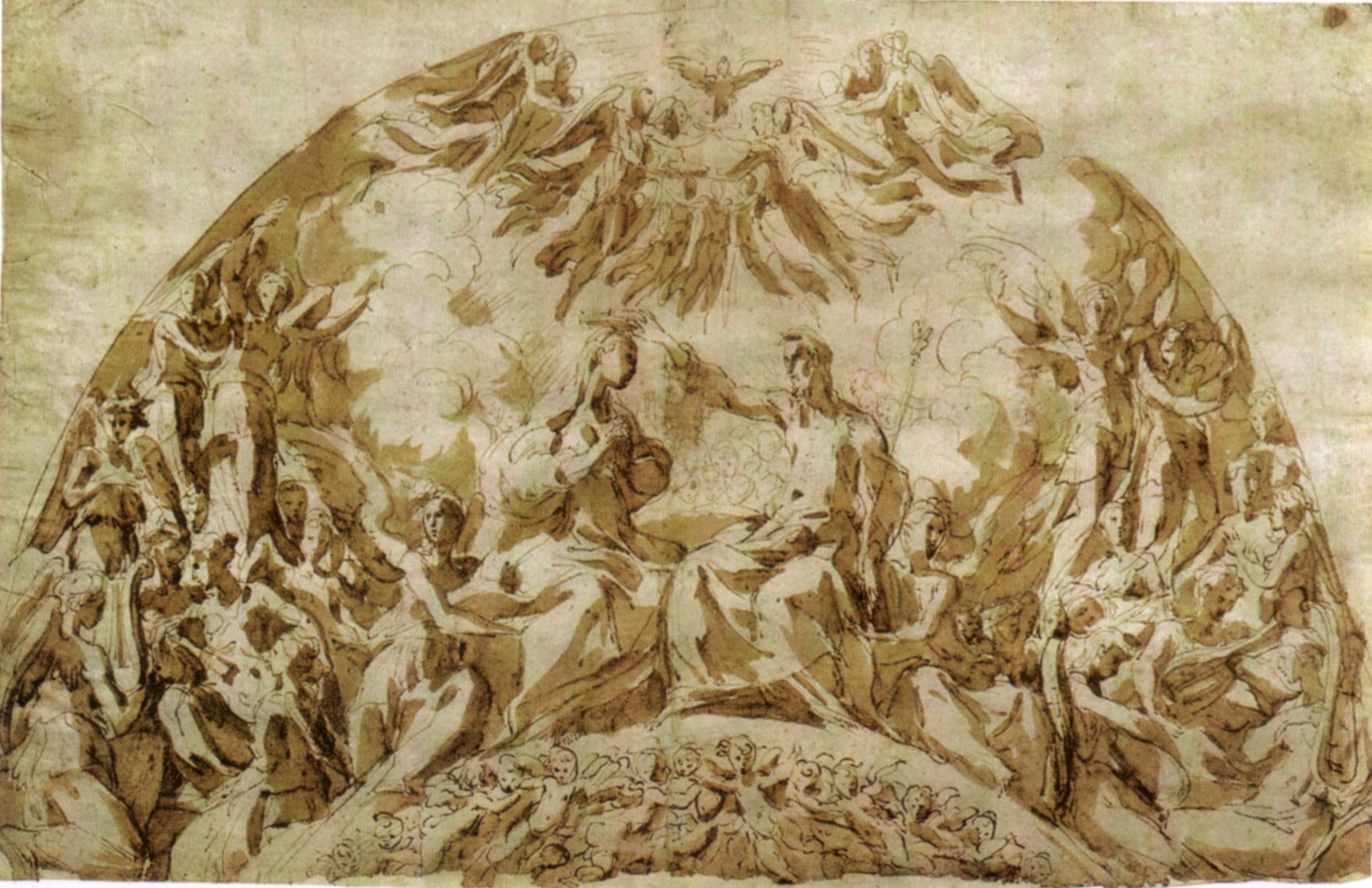
Studio per l'Incoronazione della Vergine

### Epilogo

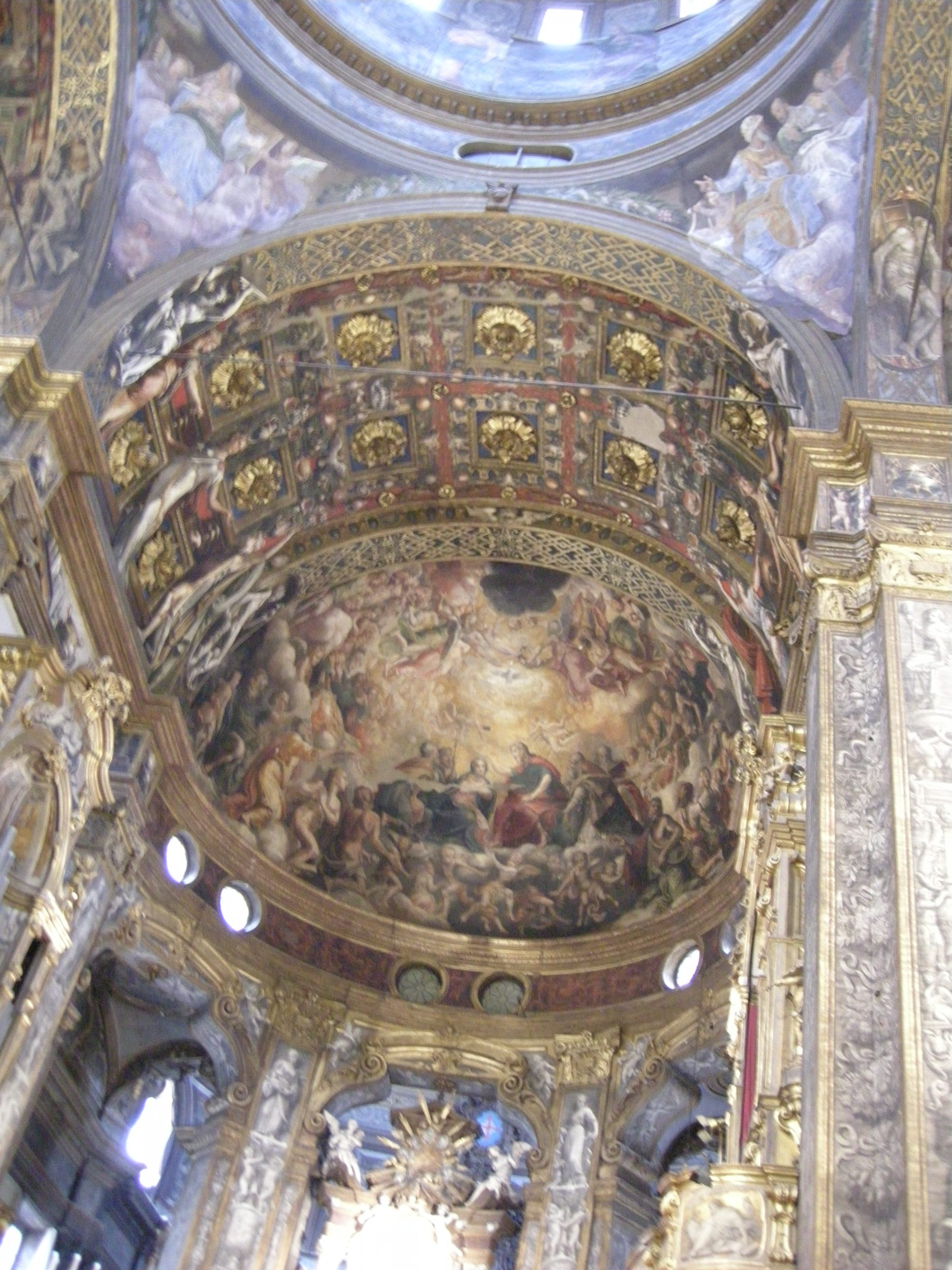
La volta nella chiesa

Ottenuto questo risultato, i confratelli pensarono bene di liberarsi dello scomodo artista, e a niente servì il progetto di una bellissima Incoronazione della Vergine da affrescare nell'abside, abbozzata in un disegno oggi nella Galleria nazionale di Parma. Il 19 dicembre 1539 la confraternita congedò il pittore: nell'atto notarile del 19 dicembre 1539 si determina che "maestro Francesco Mazzolo pictore non si abbia più per modo alcuno intromettersi né impaciare de la pictura de la Capella grande de la giesa nova de la Madonna de la Steccata". Inoltre, non avendo la confraternita più da temere per la realizzazione dell'opera, la vicenda si avviò verso un epilogo tragico, con l'arresto e l'imprigionamento dell'artista per inadempienza, e i successivi due mesi quasi di carcere. Un tale acuirsi della contesa può darsi che fosse dovuto, tolti i ponteggi, a una delusione rispetto al risultato finale, tanto avanzato stilisticamente da non incontrare il loro gusto ancora un po' provinciale, proprio come era avvenuto al Correggio qualche anno prima.
Appena rilasciato, Parmigianino approfittò per fuggire oltre il confine dello Stato, a Casalmaggiore.
La confraternita si mise allora in contatto con Giulio Romano, allora artista di corte a Mantova, che si dimostrò disponibile ad accettare l'invito impegnandosi a fornire un grande disegno acquarellato per l'Incoronazione dell'abside, da far poi dipingere a qualcun altro. Nella seduta del febbraio 1540 che approvò tale scelta sedeva anche Francesco Baiardi, già amico e protettore di Parmigianino che evidentemente a quell'epoca ne prendeva le distanze, a testimoniare la voglia di mettere una pietra sopra una vicenda troppo tormentata. Una voce non confermata vuole infatti che l'artista, offeso dall'umiliazione, avesse danneggiato irreparabilmente il disegno delle figure che aveva già abbozzato sull'abside.
Da Casalmaggiore, il 4 aprile 1540, indirizzò a Giulio Romano una commovente lettera in cui, rinnovando la sua deferenza e stima, lo prega di rinunciare all'incarico, in nome della solidarietà tra artisti: "Molto magnifico messer Iulio, [...] la causa del mio scrivere a la signoria vostra è stato che si dice per Parma che parte de questi de la compagnia se sono acordate con la signoria vostra e che quela li fa li desegnii et lori se la fanno mettere in opra a che li piacerà. Questo me tornaria danno de tre centre scudi..." Si dichiarò altresì capace di completare l'opera sebbene si trovasse momentaneamente in Casalmaggiore, per via "de uno poco de discordia fra una certe compagnia e io" e che lui è perfettamente in grado di onorare gli impegni, quando pagato debitamente, e che, per la loro inadempienza, rischia di perdere il compenso che gli spetta poiché impossibilitato a finire il lavoro. La lettera venne presentata a mano da un "amicissimo" del pittore, che forse rincarò la dose con qualche minacciosa allusione, tanto che Giulio Romano, il 2 maggio seguente l'artista comunicava ai priori della Steccata le sue perplessità e una rinuncia di fatto "essendo consueto fra noi [artisti] in li lavori d'altri, se prima colui che lo ha principiato non è accordato e satisfato, il che non mi fu così detto. Anzi mi fu detto che Francesco Mansolo non voleva finire detto lavoro perché nemmeno vostre signorie si curavano che lo finise", aggiungendo che Francesco "mi mandò a posto un giovane sbarbato molto arrogante con una gran chiacchiera et parlava per geroglifici et molto devoto del detto Francesco et sviscerato et meglio c'uno advocato sapeva difendere le sue ragioni et confonder quelle de le signorie vostre. In modo a quello c'io potei comprendere par che ne poteria sequir scandalo, la qual cosa molto aborisco maximamente perché in questo guadagnuzzo non li ha da esser mia ricchezza..."
Della decorazione si occupò infine Michelangelo Anselmi.
Gli eredi di Parmigianino, morto nel frattempo nell'agosto 1540, il 19 settembre 1544 intentarono una causa contro la Confraternita della Steccata per riscuotere un presunto credito. Fu nominato Michelangelo Anselmi (sostituto del Parmigianino alla Steccata) quale arbitro per valutare il rapporto tra il lavoro effettivamente svolto e l'oro utilizzato. Alla fine dei calcoli e delle stime, risultò che il pittore aveva intascato centocinquanta scudi di troppo, da versare, di tasca degli eredi, nel corso dei successivi cinque anni. Si concluse così la vicenda paradossale che aveva rovinato l'esistenza del pittore, con una sentenza che ne avversava perfino gli eredi e sanciva la vittoria del potere che lo aveva schiacciato.

## Descrizione

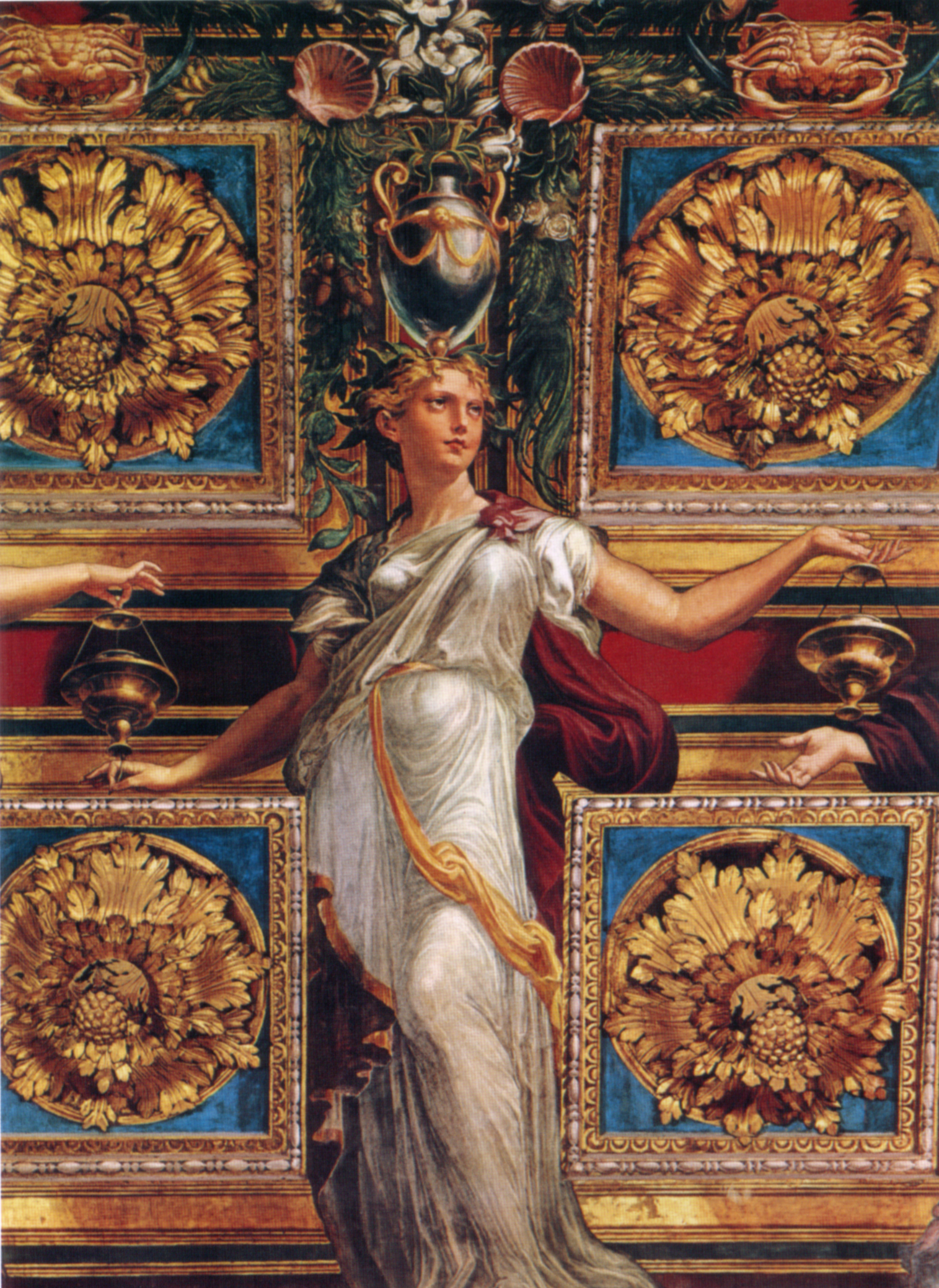
Dettaglio

L'artista realizzò alla fine solo il sottarco davanti all'abside principale, quella dell'altare maggiore. Si tratta di una volta a botte con quattordici lacunari decorati da rosoni in rame dorato. Attorno ad essi ci trovano fastose cornici dipinte con conchiglie e arieti come decorazioni, e una decorazione su sfondo rosso di grottesche dorate, in cui si vedono aragoste, rane e altro, variamente associabili ai quattro elementi. Alle estremità si aggiungono gli stemmi Montini, festoni (con melograni, alloro, carciofi, teste d'aglio, cipolle), granchi (guardando dall'ingresso verso l'altare, a sinistra), colombi (a destra). Infine, idealmente in piedi sulla linea d'imposta, si trovano dipinte tre fanciulle per lato, quella centrale con le braccia distese, quelle laterali con un braccio disteso in avanti e uno alzato lungo il profilo dell'arco. Esse rappresentano le vergini sagge e le vergini stolte di una parabola di Gesù, infatti esse reggono, con un elegante ritmo nei gesti, due lampade accese (destra) e due spente (sinistra). Reggono in testa vasi ricolmi di gigli.
Lungo gli arco si trovano decorazioni geometriche dorate su sfondo blu intenso e due coppie di finte nicchie per lato, contenenti figure bibliche a monocromo: verso l'altare Adamo ed Eva, verso i fedeli Mosè ed Aronne.

## Interpretazione

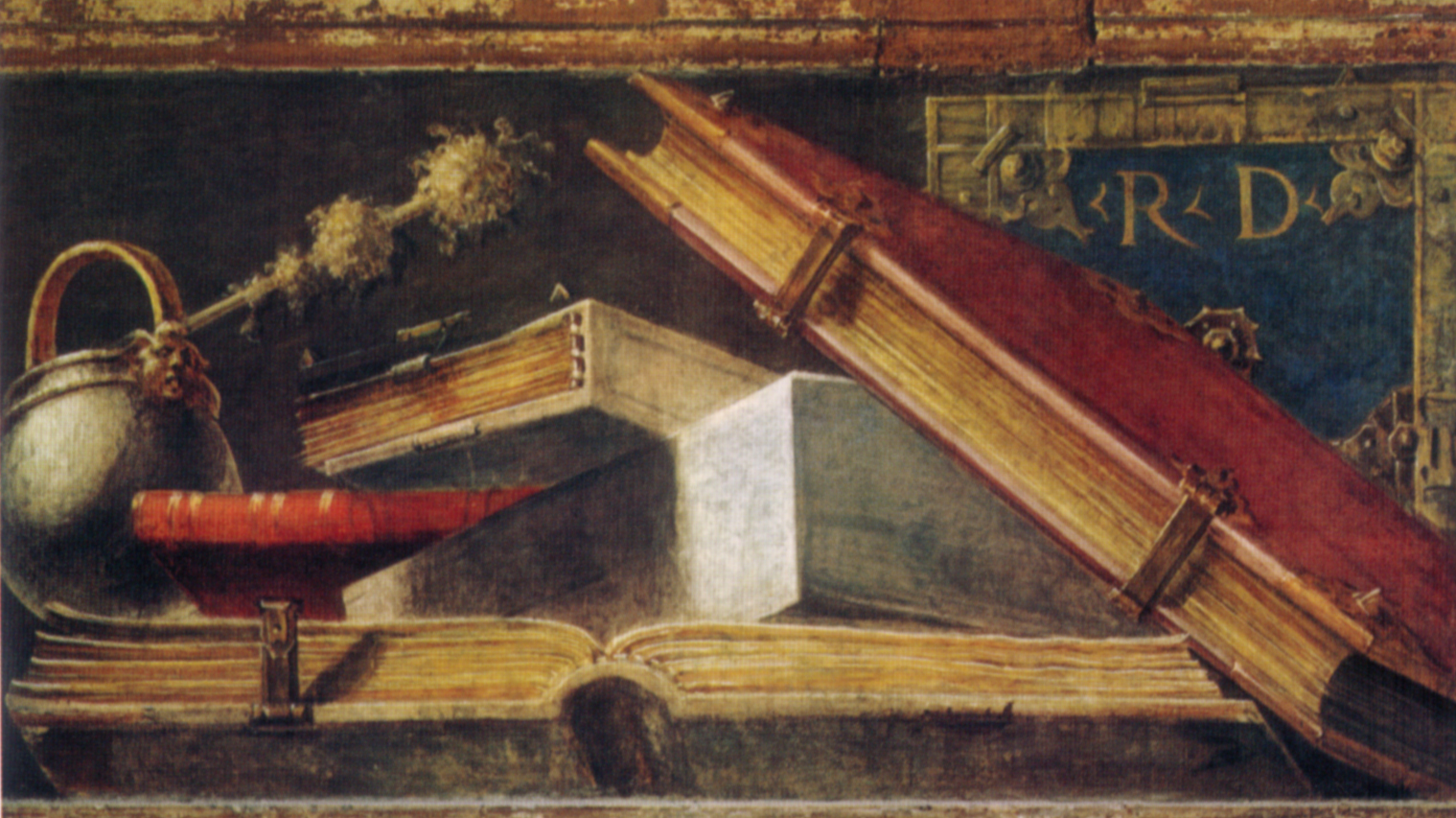
Il fregio con la natura morta e il libro con le iniziali "R D"

La congregazione della Steccata si occupava di fornire la dote alle fanciulle povere ma oneste, per questo il soggetto della parabola evangelica, a sfondo nuziale, si adattava perfettamente. Le fanciulle dovevano ricordare le dieci giovanette che ogni anno, scelte dai confratelli, venivano omaggiate delle elemosine per costituire un'onesta dote, sfilando in processione vestite di bianco per le strade cittadine.
È stato notato tuttavia che il numero delle vergini (sei invece di dieci) non corrisponde a quello citato in Matteo 25-1-13, ipotizzando vari significati nascosti. La spiegazione più ovvia è legata a questioni di spazio. Vi è però anche una strana attitudine delle vergini: quelle sagge hanno volti severi, quasi imbronciati, mentre quelle stolte sono sorridenti, forse spensierate nella loro sventatezza. In ogni caso esse hanno un che di eroico e pagano, più Veneri o Nike dalle vesti aderenti, che le caste verginelle parmensi.
Fagiolo dell'Arco (1970) pensò a un'illustrazione dell'Immacolata concezione densa di risvolti esoterici, mentre Battisti (1982) vi lesse una contrapposizione tra Sinagoga ed Ecclesia.
Più probabile è invece che l'artista si fosse ispirato al trattato di liturgia di Guillaume Durand, intitolato Rationale Divinorum Ufficium, il cui capitolo 39 del secondo libro contiene un rito di consacrazione delle Vergini, spiegante come e dove tale rito vada fatto. Esiste una stretta correlazione tra le parole e queste immagini, rafforzata anche dai libri a natura morta, disegnati nel fregio dell'affresco, sulla copertina di uno dei quali si leggono le iniziali "R. D.".

## Stile

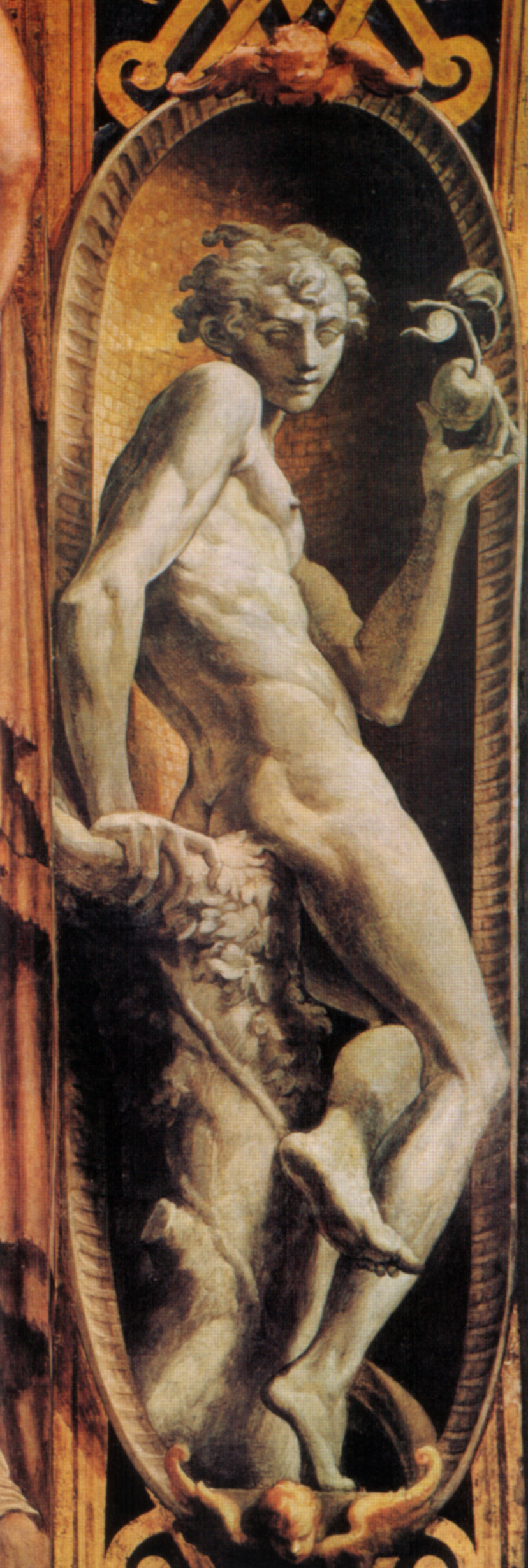
Adamo

Il complesso decorativo si rifà agli affreschi della Domus Aurea, con l'illustre esempio dei sottarchi del Correggio nella chiesa di San Giovanni Evangelista di Parma. Le fanciulle, slanciate ed elegantissime, riprendono le canefore presenti nell'affresco dell'Incendio di Borgo di Raffaello in Vaticano.
Queste fanciulle rappresentano il modello femminile ideale dell'artista, dai corpi allungati e rilucenti di bagliori freddi, incisi quasi nel metallo, "frutto di una sensibilità e di una langue squisitamente manieristiche" (Rossi). I monocromi poi, così dinamici e anticlassici, rappresentano la summa delle esperienze romane e bolognesi dell'artista.
Le stesse grottesche e decorazioni figurate rinnovano il genere, con una freschezza viva, data dagli effetti atmosferici e luminosi che fanno sembrare gli oggetti fluttuanti nell'aria. In esse, si nota "l'abilità dell'orafo, la passione per la fusione dei metalli, comune anche agli alchimisti", e un gusto per la sontuosità che si traduce in dettagli raffinatissimi, trompe l'oeil e virtuosismi spesso gratuiti, poiché invisibili dal basso. Se ne ricava così una ricerca di perfezione estrema e di bellezza assoluta e sublime, in grado di dialogare con le più grandi imprese pittoriche del secolo.

## Bibliografia

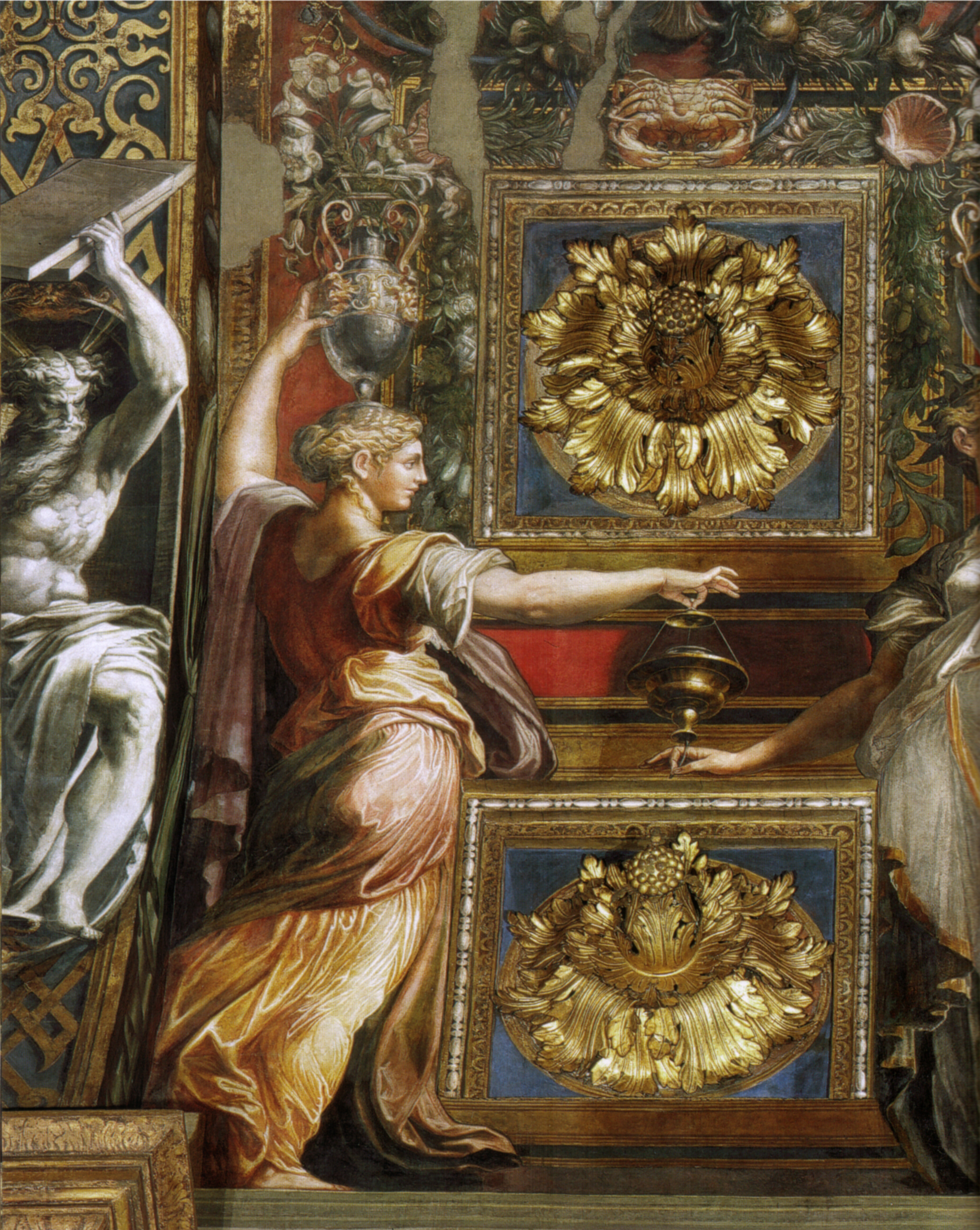
Dettaglio

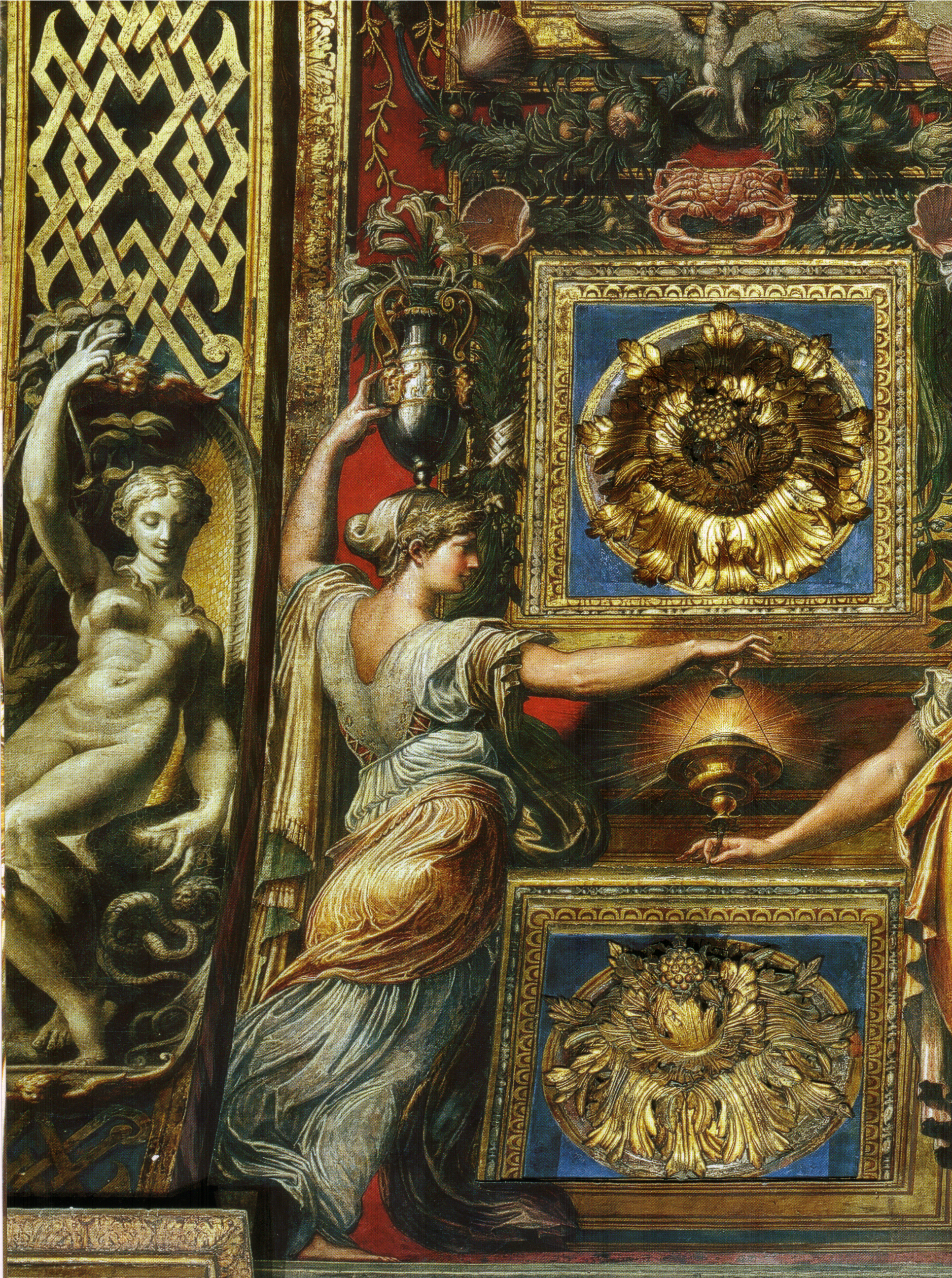
Dettaglio

## Altre immagini

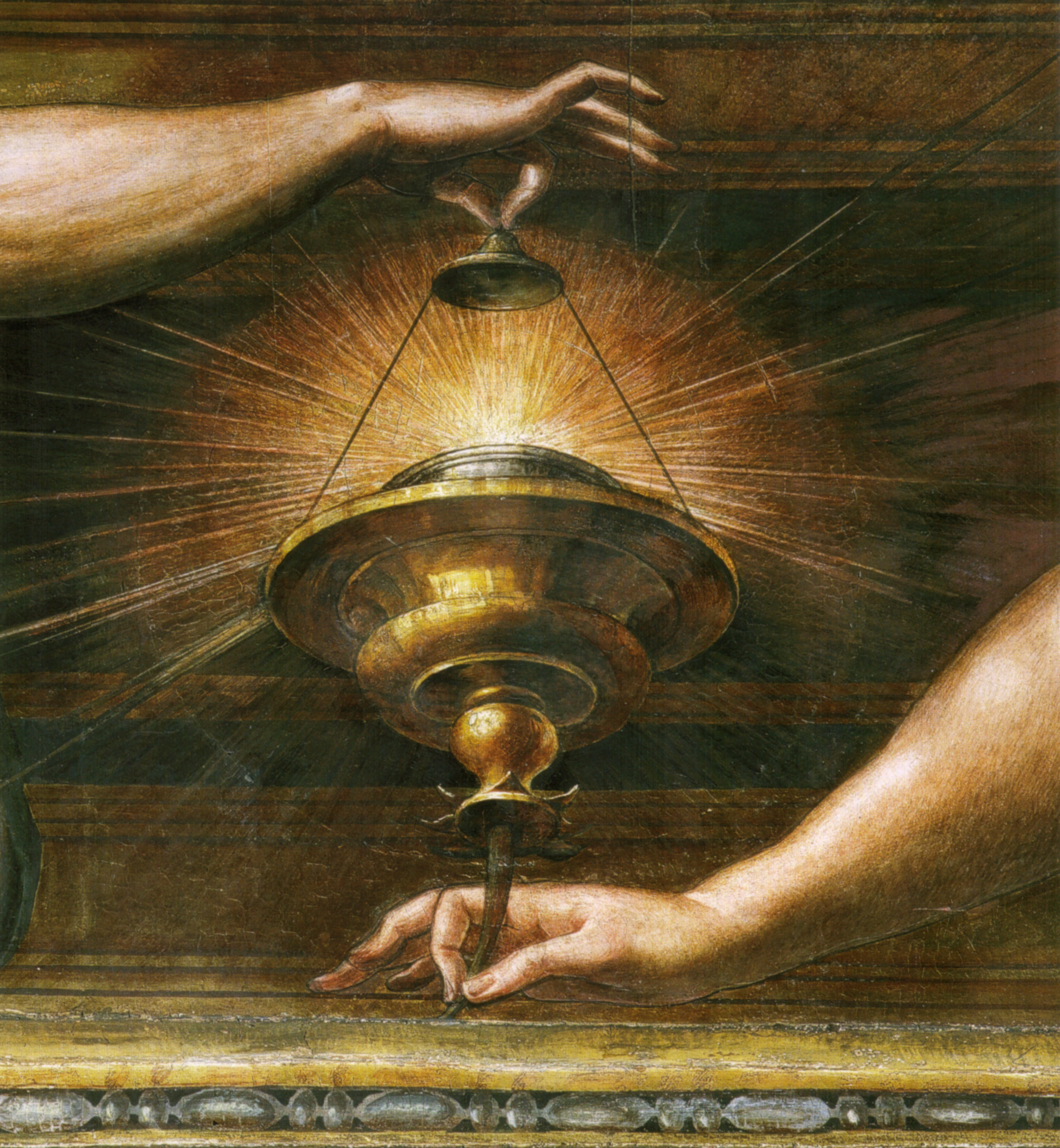
Dettaglio
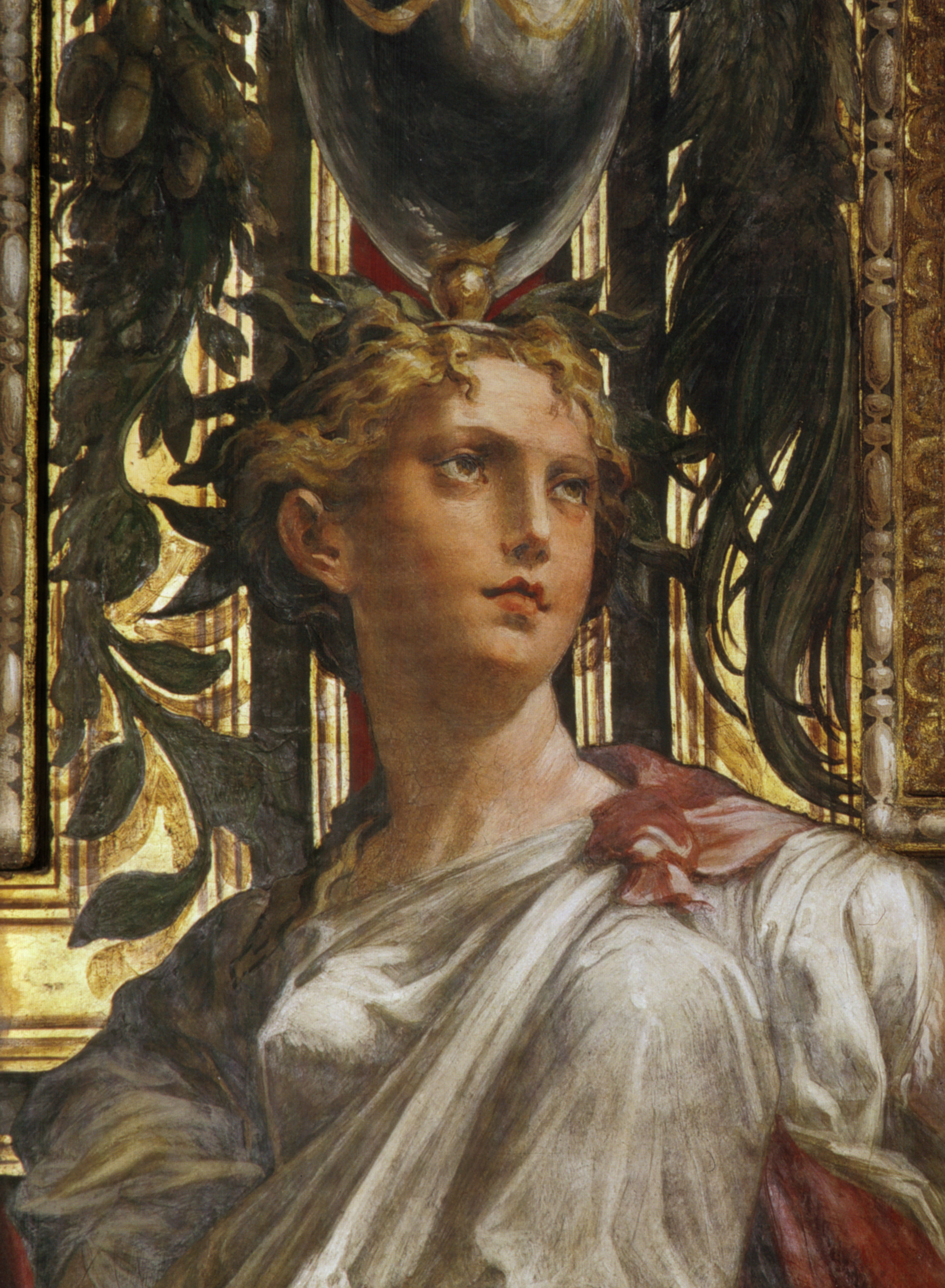
Dettaglio
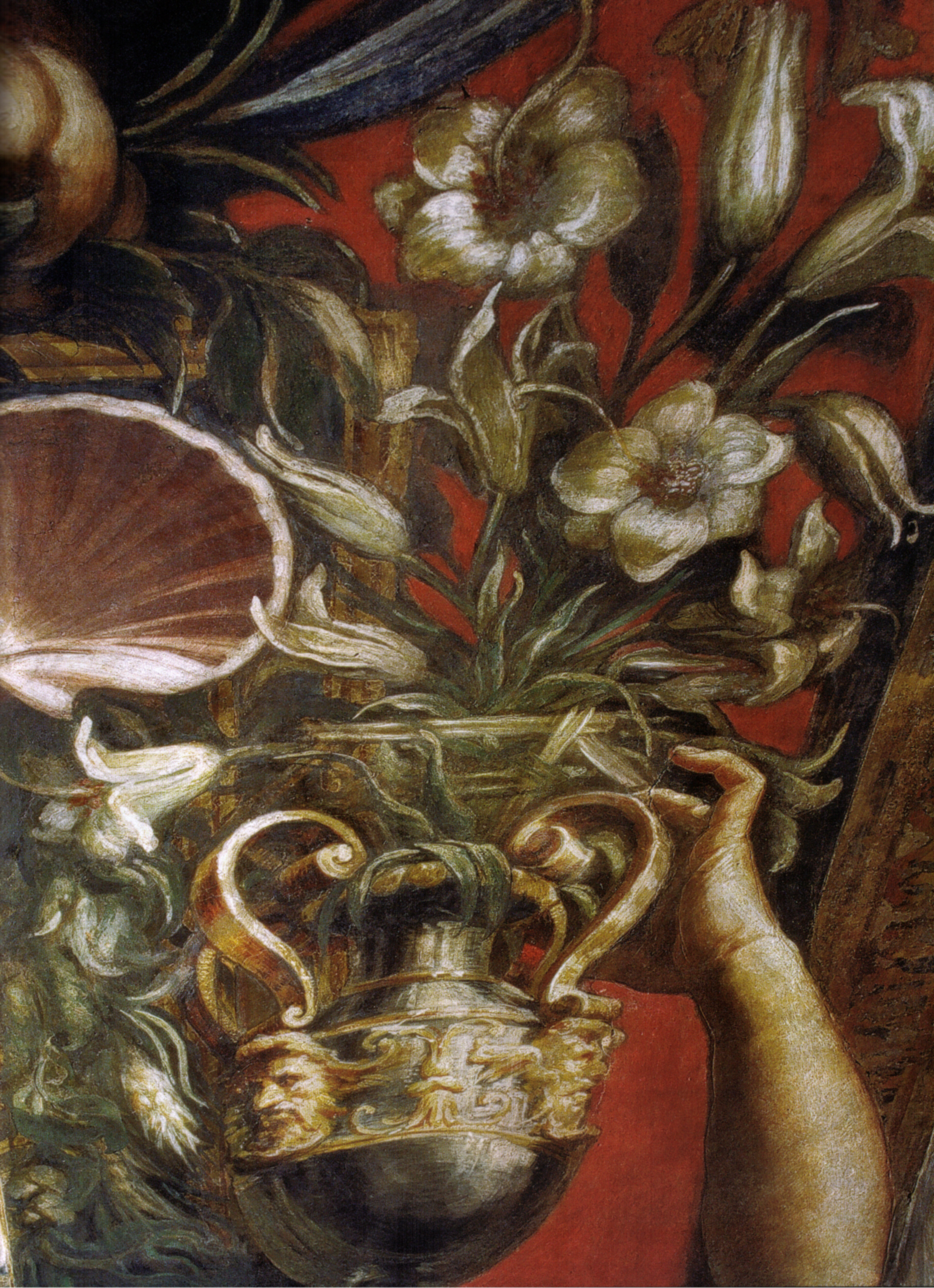
Dettaglio
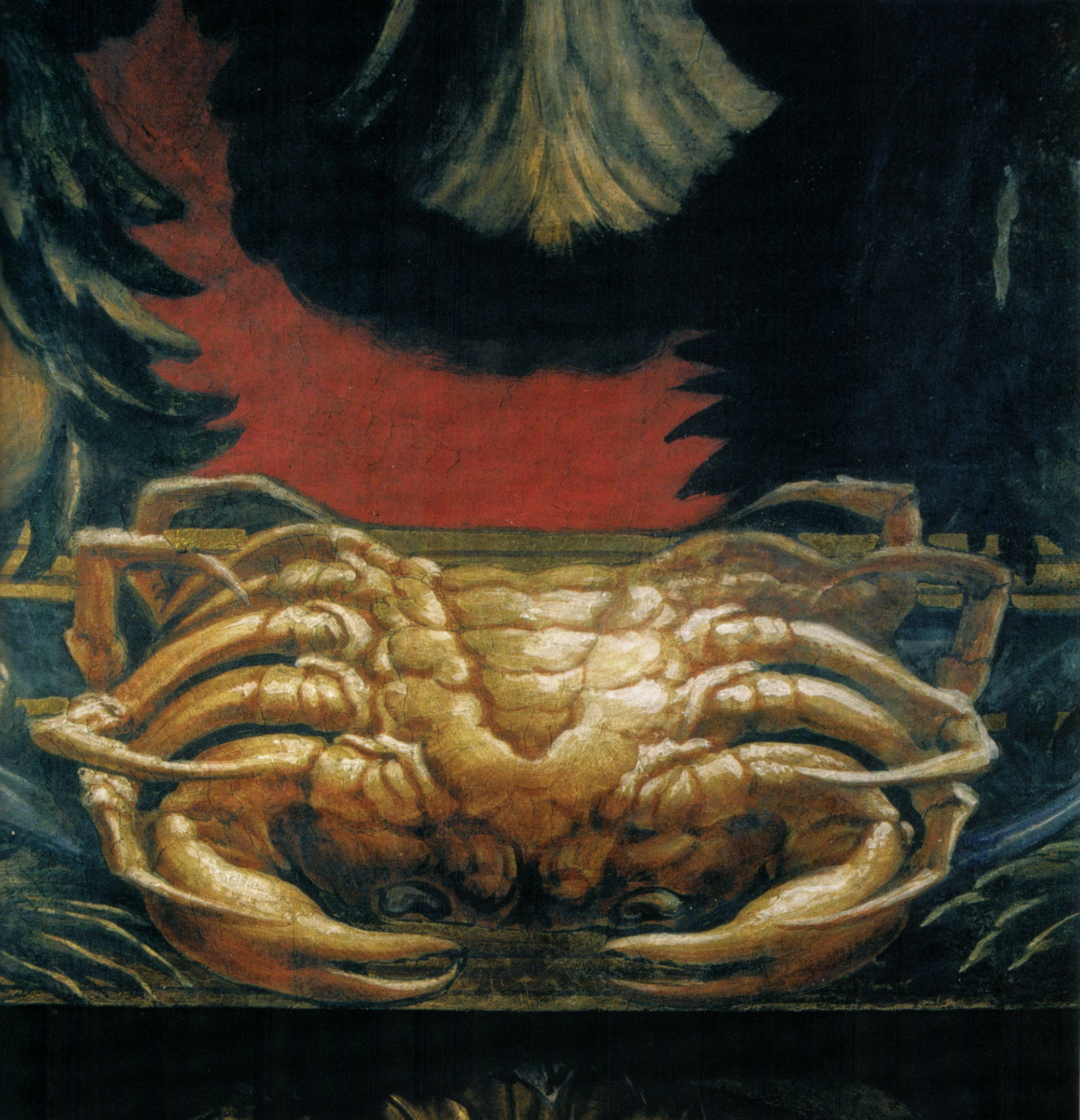
Dettaglio
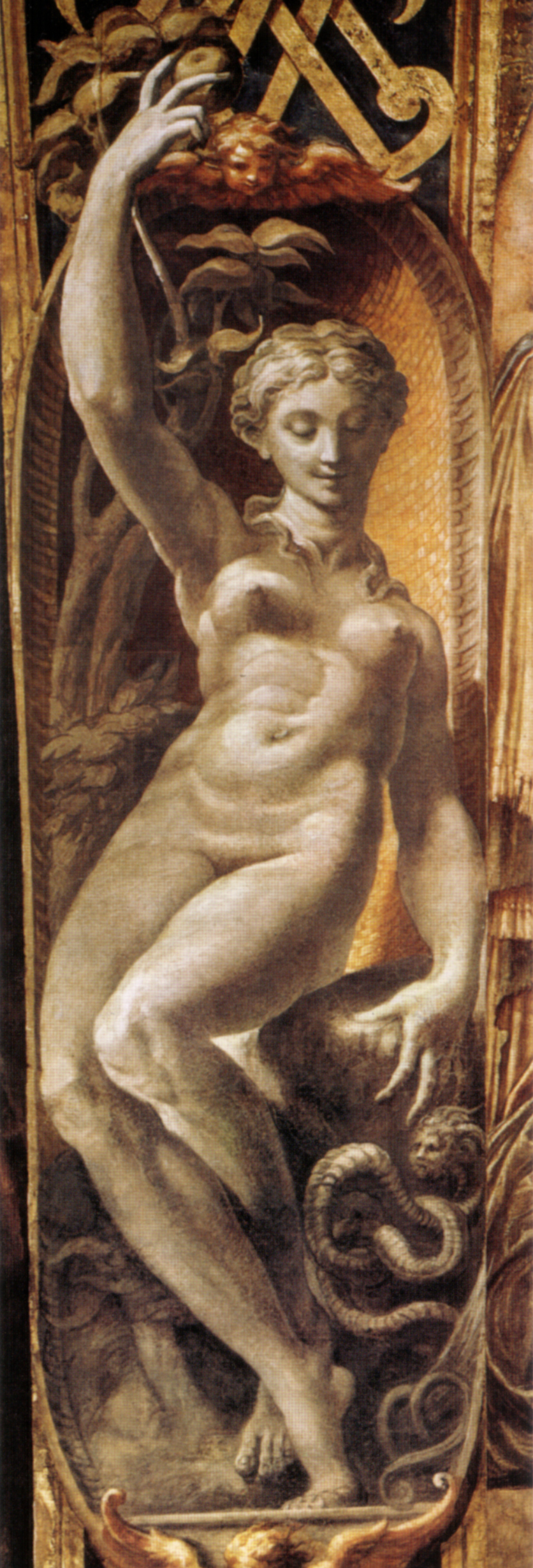
Eva
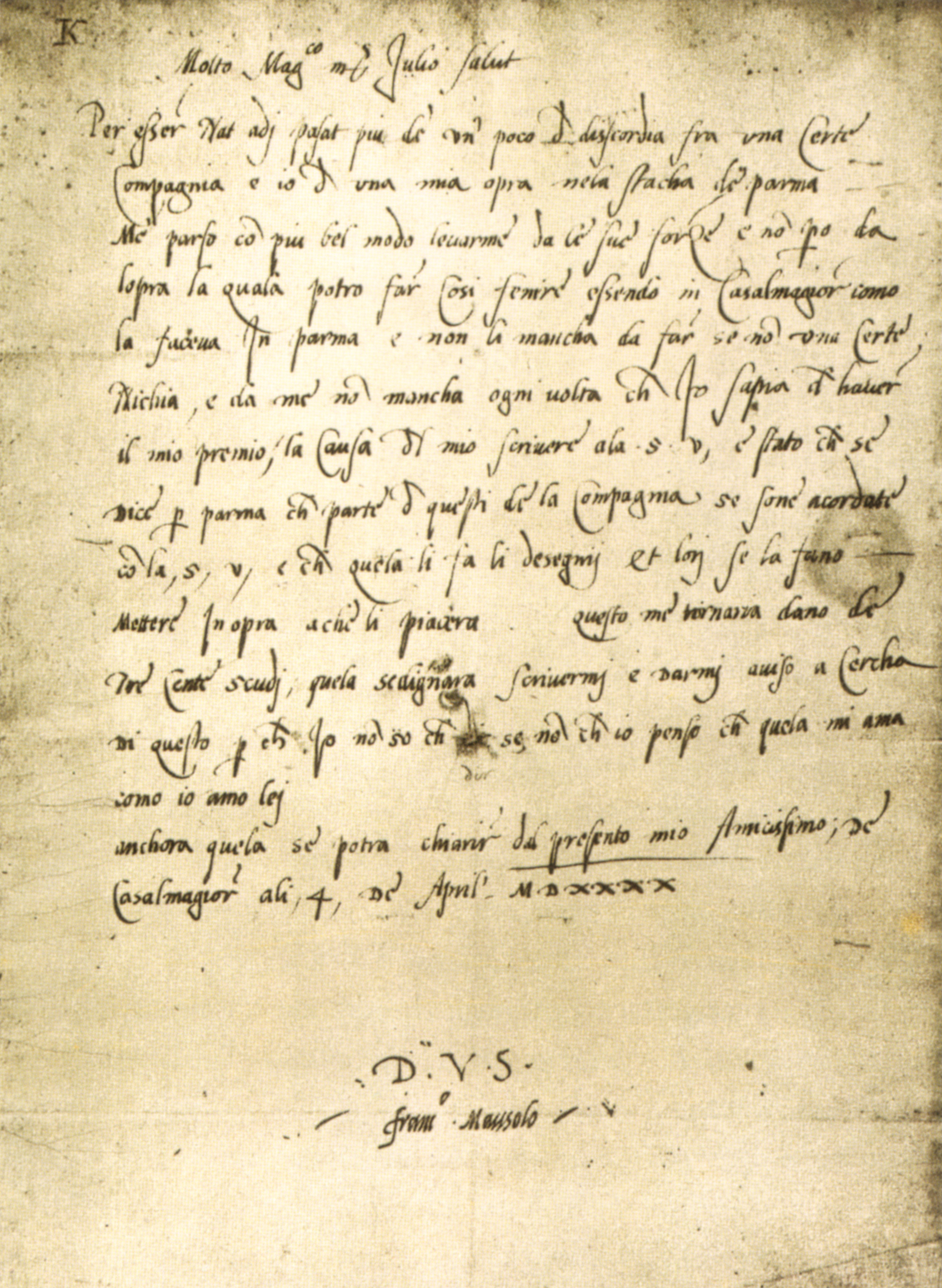
Lettera a Giulio Romano